# Чемпионат мира по тяжёлой атлетике 1909
12-й Чемпионат мира по тяжёлой атлетике прошёл 3 октября и 2 декабря 1909 года в Вене (Австро-Венгрия).

## Общий медальный зачёт
| Место | Страна  | Золото | Серебро | Бронза | Всего |
| ----- | ------- | ------ | ------- | ------ | ----- |
| 1     | Австрия | 2      | 2       | 2      | 6     |
| всего | всего   | 2      | 2       | 2      | 6     |

## Медалисты
| Вес         | Золото                  | Серебро                | Бронза                      |
| ----------- | ----------------------- | ---------------------- | --------------------------- |
| До 80 кг    | Иоганн Айбель (Австрия) | Йозеф Хофбёк (Австрия) | Антон Ленц (Австрия)        |
| Свыше 80 кг | Йозеф Графф (Австрия)   | Карл Свобода (Австрия) | Бертхольд Тандлер (Австрия) |

## Ссылка
- Статистика Международной федерации тяжёлой атлетики